# Важини
Важини (рус. Важины) насељено је место са административним статусом варошице (рус. посёлок городского типа) на северозападу европског дела Руске Федерације. Налази се у североисточном делу Лењинградске области и административно припада Подпорошком рејону.
Према проценама националне статистичке службе за 2014. у вароши је живело 2.676 становника.
Статус насеља урбаног типа, односно варошице носи од 1970. године.

## Географија
Варошица Важини налази се на северозападу Подпорошког рејона, на десној обали реке Свир, односно на месту где су у њу улива река Важинка (по којој је насеље и добило име). Рејонски центар град Потпорожје налази се на свега 15 километара источније. Кроз насеље прлази локални друмски правац 41К-148, док нешто јужније пролази деоница магистралног друма Р37.

## Историја
Први писани подаци о насељу Важини датирају из 1587. године, где се само насеље помиње као погост (црквени феуд).
Насеље је у периоду од септембра 1932, па до августа 1938. вршило функцију административног центра Подпорошког рејона. Административни статус варошице, односно урбаног насеља носи од 1970. године.

## Становништво
Према подацима са пописа становништва 2010. у вароши је живело 2.754 становника, док је према проценама националне статистичке службе за 2014. варошица имала 2.676 становника.
| 1939. | 1959. | 1970. | 1979. | 1989. | 2002. | 2010. | 2014. |
| ----- | ----- | ----- | ----- | ----- | ----- | ----- | ----- |
| 1,910 | ---   | ---   | 3,996 | 3,956 | 2,941 | 2,754 | 2,676 |